# 小行星18102
小行星18102（18102 Angrilli）是一颗绕太阳运转的小行星，为主小行星带小行星。该小行星于2000年6月3日发现。

## 轨道参数
小行星18102的轨道半长轴为2.4278025 UA，离心率为0.137。